# Пульвероболет Равенеля
Пульвероболет Равенеля (лат. Pulveroboletus ravenelii) — гриб семейства Болетовые (Boletaceae).

## Описание
- Шляпка 2,5—10 см в диаметре, в молодом возрасте выпуклая, затем становящаяся почти плоской, с сухой мучнистой или матовой ярко-жёлтой, затем красно-оранжевой или красно-коричневой поверхностью. Край шляпки нередко с заметными остатками покрывала.
- Мякоть белого или жёлтого цвета, на воздухе сначала синеющая, затем коричневеющая, без особого запаха или пахнущая листьями гикори, с кислотным вкусом.
- Гименофор трубчатый, в молодом возрасте закрыт жёлтым покрывалом, ярко-жёлтого, затем жёлто-зелёного или оливково-зелёного цвета, при повреждении синеет.
- Ножка плотная, ярко-жёлтая, 4—10 см длиной, цилиндрическая, с хрупким, иногда незаметным кольцом.
- Споровый порошок оливково-коричневого или оливково-серого цвета. Споры светло-коричневые, 8—10,5×4—5 мкм, гладкие, эллипсоидной или овальной формы.
- Встречается одиночно или небольшими группами, обычно под рододендроном, тсугой и сосной. Образует микоризу. Встречается летом и осенью.
- Съедобен.